# Більське (заповідне урочище)
Бі́льське — заповідне урочище (лісове) в Україні. Розташоване в межах Сарненського району Рівненської області, на території Велюнської сільської ради.
Площа 10 га. Статус присвоєно згідно з рішенням Рівненського облвиконкому № 343 від 22.11.1983 року. Землекористувач — ДП «Висоцький лісгосп» (Більське лісництво, квартал 44, виділ 1).
Статус присвоєно з метою збереження ділянки соснового лісу з наявністю дикоростучих ягідників.